# Alland'Huy-et-Sausseuil
Alland'Huy-et-Sausseuil è un comune della Francia di 248 abitanti situato nel dipartimento delle Ardenne nella regione del Grand Est.

## Società

### Evoluzione demografica
Abitanti censiti